# Konami Soga
Konami Soga (jap. 曽我こなみ Soga Konami; ur. 9 kwietnia 1995 w Tokio) – japońska łyżwiarka szybka, brązowa medalistka mistrzostw świata.

## Kariera
Na dystansowych mistrzostwach świata w Inzell w 2019 roku zdobyła brązowy medal w biegu na 500 m. W zawodach tych wyprzedziły ją jedynie Austriaczka Vanessa Bittner i kolejna Japonka - Nao Kodaira. Pierwszy raz na podium zawodów Pucharu Świata stanęła 18 listopada 2018 roku w Obihiro, gdzie wspólnie z Maki Tsuji i Nao Kodairą zajęła trzecie miejsce w sprincie drużynowym. 